# Medal Służby Królowej
Medal Służby Królowej (ang. Queen’s Service Medal) – medal ustanowiony 13 marca 1975, przyznawany przez rząd Nowej Zelandii w dowód uznania za wolontariat w służbie społeczności, a także za pełnienie służby publicznej. Tak jak wszystkie wyróżnienia stanowe Nowej Zelandii został on ustanowiony na mocy Królewskiego nakazu podpisanego przez królową Elżbietę II jako królową Nowej Zelandii. 

## Opis medalu

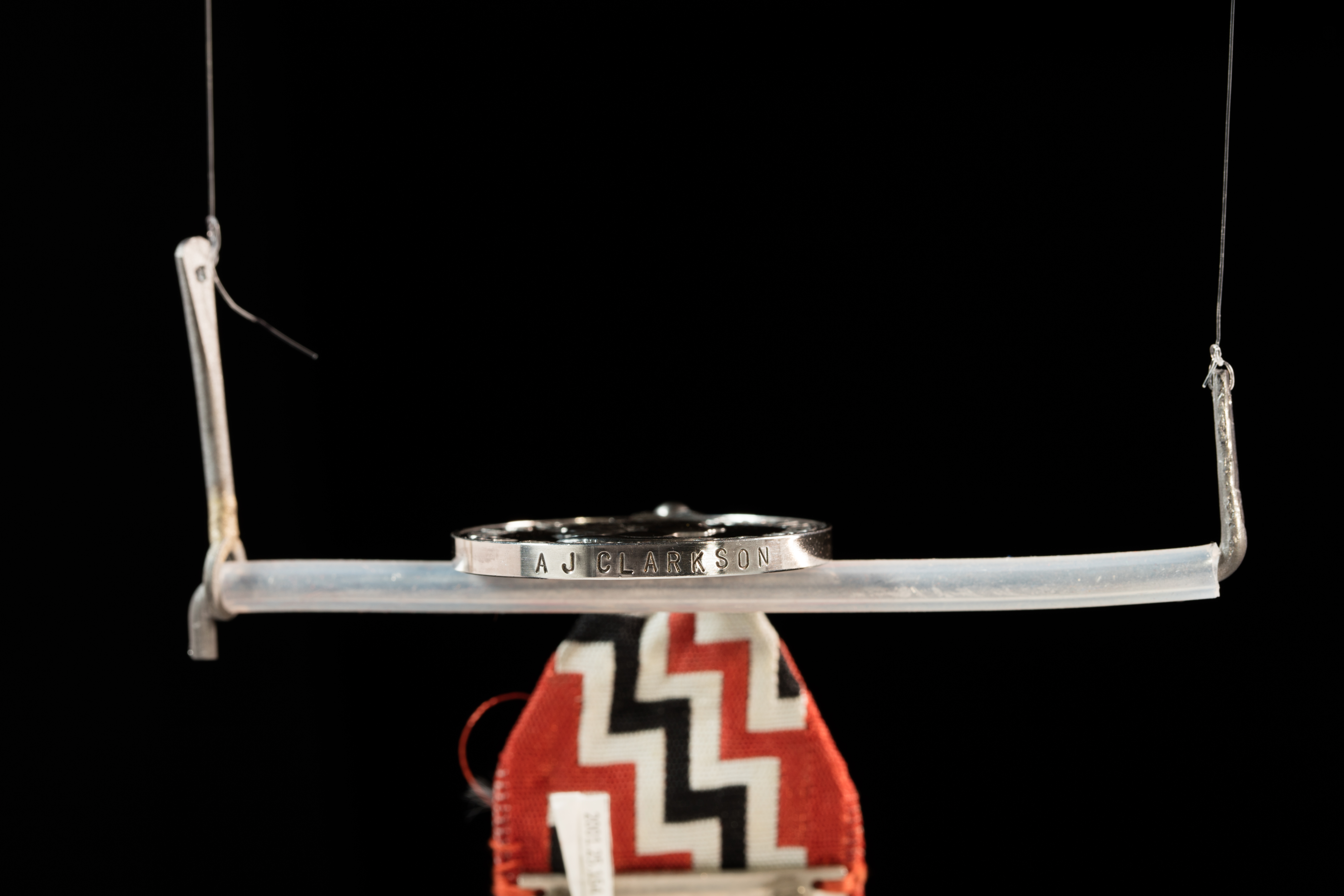
Brzeg medalu z grawerunkiem inicjałów odznaczonego. Medal Anthony Jamesa Clarksona „for Public Service” (1976)

Medal został wykonany ze srebra próby 925, o średnicy 36 milimetrów (1,4 cala). Inicjały i nazwisko laureata są wygrawerowane na brzegu medalu. 

### 1975–2007
Na awersie medalu z tego okresu widnieje wizerunek Królowej Elżbiety II, który otacza inskrypcja „ELIZABETH II DEI GRATIA REGINA F.D.”. Na rewersie zaś znajduje się herb Nowej Zelandii otoczony napisem „QUEEN’S SERVICE MEDAL” i dopisek „for Community Service” lub „for Public Services”. Medale zostały wykonane przez Mennicę Królewską .

### od 2007
21 maja 2007 roku zmieniono awers i rewers medalu. Awers zdobi nowy wizerunek Królowej Elżbiety II wykonany przez Iana Ranka-Broadleya, otoczony inskrypcją „ELIZABETH II QUEEN OF NEW ZEALAND”. Na rewersie zaś, widnieje herb Nowej Zelandii otoczony napisem „THE QUEEN’S SERVICE MEDAL” – powyżej oraz „FOR SERVICE” i „MO NGA MAHI NUI” – poniżej. Nowa odznaka i medal zostały wykonane przez firmę Thomasa Fattoriniego z Birmingham w Wielkiej Brytanii .

### Wstążka
Obie wersje medalu zawieszone są na wstążce o szerokości 36 mm. Jej krawędzie stanowi wąski czerwony pasek ochry, zaś środek tworzą naprzemiennie ułożone pasy czerwonej, białej i czarnej ochry, układające się we wzór stopni od lewej do prawej. Projekt ten był inspirowany wzorem „schodkowym” Māori Poutama stosowanym w panelach ściennych Tukutuku. Wzór ten zwykle jest interpretowany jako „schody do nieba”, ale w tym przypadku ma symbolizować i odnosić się do „etapów służby” .